# Tumiritinga
Tumiritinga är en kommun i Brasilien.   Den ligger i delstaten Minas Gerais, i den sydöstra delen av landet, 700 km sydost om huvudstaden Brasília. Antalet invånare är 6 291.
Omgivningarna runt Tumiritinga är huvudsakligen savann. Runt Tumiritinga är det glesbefolkat, med 12 invånare per kvadratkilometer.